# Ritorno di Avacyn

Il logo del set

Ritorno di Avacyn (Avacyn Restored in inglese) è un'espansione del gioco di carte collezionabili Magic: l'Adunanza, edito da Wizards of the Coast. In vendita in tutto il mondo dal 4 maggio 2012, è il terzo e ultimo set del blocco di Innistrad, che comprende anche Innistrad e Ascesa Oscura.

## Caratteristiche
Ritorno di Avacyn è composta da 244 carte, stampate a bordo nero, così ripartite:
- per colore: 41 bianche, 42 blu, 41 nere, 42 rosse, 41 verdi, 3 multicolori, 14 incolori, 20 terre.
- per rarità: 101 comuni, 60 non comuni, 53 rare, 15 rare mitiche e 15 terre base.

Il simbolo dell'espansione è il collare di Avacyn, e si presenta nei consueti quattro colori a seconda della rarità: nero per le comuni, argento per le non comuni, oro per le rare e bronzo per le rare mitiche.
Ritorno di Avacyn è disponibile in bustine da 15 carte casuali e in 5 intro pack, che comprendono ciascuno una bustina da 15 carte casuali e un mazzo tematico precostituito da 60 carte:
- Potere degli Angeli (verde/bianco)
- Immondi Solitari (blu/nero)
- Mattatoio (nero/rosso)
- Alba di Fuoco (rosso/bianco)
- Uniti nella Forza (verde/blu)

### Prerelease
Ritorno di Avacyn è stata presentata in tutto il mondo durante i tornei di prerelease il 28 aprile 2012, in quell'occasione è stata distribuita una speciale carta olografica promozionale: la Lancia di Selenargento, che presentava un'illustrazione alternativa rispetto alla carta che si poteva trovare nelle bustine.

### Ristampe
Nel set sono state ristampate le seguenti carte da espansioni precedenti:
- Arcangelo (dall'espansione Visioni, ristampato anche nei set Portal, Portal Seconda Era, Starter 2000 e nella Sesta Edizione del set base)
- Baratto di Sangue (dall'espansione Mirrodin, ristampato anche nel set speciale Divine vs. Demonic)
- Clemenza dell'Angelo (dai set base Magic 2010 e Magic 2012)
- Distrazione Fugace (dall'espansione Ascesa degli Eldrazi)
- Frantumare (dall'espansione Odissea, ristampato anche in Zendikar e nei set base Ottava Edizione, Nona Edizione, Decima Edizione e Magic 2011)
- Muro Angelico (dal set Portal Seconda Era, ristampato anche in Odissea e nella Decima Edizione)
- Ranger delle Terre di Confine (dal set base Magic 2010)
- Rimuovere dalla Realtà (dall'espansione Ravnica: Città delle Gilde)
- Saetta (dall'espansione Cavalcavento, ristampata anche nei set speciali Beatdown e Fire & Lightning)
- Schegge d'Osso (dall'espansione Frammenti di Alara)
- Strisciante della Cripta (dall'espansione Odissea)
- Vedova di Tenebra (dall'espansione Landa Tenebrosa)

## Novità
Questo set introduce nel gioco due nuovi viandanti dimensionali e due nuove abilità delle carte, mentre delle due espansioni precedenti riprende solo l'abilità Immortale da Ascesa Oscura. Ritorno di Avacyn non comprende quindi alcuna carta bifronte, che era stata una delle novità più significative introdotte dal blocco di Innistrad.

### Nuove abilità

#### Miracolo
Miracolo è una nuova parola chiave che permette di lanciare certi istantanei e stregonerie per pochissimo mana nel momento stesso in cui vengono pescati dal grimorio.

Quando istantaneo o una stregoneria con Miracolo viene pescata, (tipicamente all'inizio del turno, durante la sottofase di acquisizione), se è la prima carta pescata dal giocatore in quel turno, egli può rivelarla immediatamente a tutti i giocatori. Se lo fa, può lanciarla immediatamente pagando il suo costo di miracolo invece del normale costo di mana della magia; non importa se è un istantaneo o una stregoneria: se il giocatore lancia la magia pagando il suo costo di Miracolo lo fa subito dopo averla pescata, anche se fosse un momento in cui non potrebbe normalmente giocare tale carta, (ad esempio normalmente non sarebbe concesso di lanciare stregonerie durante l'acquisizione). Non è obbligatorio rivelare una carta con Miracolo, anche se il giocatore potrebbe pagarne il costo.

È possibile lanciare la prima carta pescata in ogni turno, a patto che abbia miracolo; perciò, se si trova il modo per pescare carte durante il turno dell'avversario, si guadagna un'altra opportunità per sperare in un evento miracoloso che può salvare da una situazione disperata.

#### Unione d'anime
Questa nuova meccanica consente a una coppia di creature di combattere fianco a fianco, spalleggiandosi e quindi potenziandosi a vicenda.
Quando una creatura con Unione d'anime entra nel campo di battaglia, può essere abbinata a un'altra creatura non ancora abbinata controllata dallo stesso giocatore. Inoltre quando un'altra creatura entra nel campo di battaglia, il suo controllore può abbinarla a una creatura con Unione d'anime che controlla, a patto che al momento non sia già abbinata. Due creature abbinate smettono di esserlo se una delle due lascia il campo di battaglia, non è più sotto il controllo dello stesso giocatore o smette di essere una creatura. Solitamente abbinare due creature è vantaggioso perché le abilità dell'una si trasferiscono anche sull'altra, (ad esempio una creatura con Volare o Doppio attacco può trasferire la sua abilità anche alla creatura a cui viene abbinata), ma a parte questo non ci sono regole speciali sulle creature abbinate. Le due creature attaccano separatamente, bloccano separatamente, diventano bersaglio di magie separatamente, ecc...

### Nuovi Planeswalker

#### Tamiyo, Saggia della Luna
Tamiyo è una soratami originaria del piano di Kamigawa. Dopo essere ascesa alla sua nuova condizione di viandante dimensionale essa viaggia per i piani del multiverso, studiandoli in cerca dei loro segreti più reconditi. Dopo aver raggiunto Innistrad è rimasta affascinata dalla luna argentata dei cieli del piano. La sua curiosità l'ha spinta a collaborare con Jenrik, un astronomo di Nephalia, spendendo mesi nella sua torre analizzando la luna e annotando su come essa influenzi le diverse creature del piano. Dopo la liberazione di Avacyn per Tamiyo è iniziata una nuova serie di studi in cui ipotizza il possibile legame tra l'arcangelo e la luna del piano.

#### Tibalt dal Sangue Demoniaco
Tibalt era il giovane allievo di uno skaberen di Nephalia, su Innistrad, dove è nato. Cercò di seguire le orme del suo maestro necromante, il cui lavoro consisteva nel dissezionare parti di cadaveri per poi riassemblarle e rianimarle, dando vita a mostruosi esseri non-morti chiamati skaab. Tibalt tuttavia non dimostrava talento per quel genere di lavoro lento e faticoso, e la sua impazienza lo conduceva irrimediabilmente al fallimento. A causa della frustrazione e dell'isolamento che questa vita comportava, l'apprendista necromante iniziò a covare dentro di sé un profondo odio, che lo portò a sperimentare le sue conoscenze nei confronti di esseri vivi piuttosto che di cadaveri. Questi nuovi esperimenti, che dapprima coinvolgevano ratti e topi, ma ben presto si concentrarono su animali di taglia via via sempre maggiore, fino ad arrivare agli altri esseri umani, erano tesi ad indagare la capacità di sopportazione del dolore degli organismi viventi. Attratti dalla malvagità e dal sadismo che percepivano, gruppi di diavoli iniziarono nottetempo a radunarsi nei pressi del laboratorio di Tibalt. Se in origine questi esseri infernali si accontentavano di osservare le torture inflitte dal loro ospite, ben presso iniziarono a sedurre la sua mente sussurrandogli le informazioni che più bramava: la natura stessa del dolore.
Preda ormai del proprio delirio di potere, Tibalt divenne sempre più sadico e sempre meno prudente, trascurando le dicerie sul suo conto che iniziavano a circolare nel villaggio. Un giorno un manipolo di inquisitori irruppe nel laboratorio, sorprendendolo con un gruppo di diavoli circondato dai suoi strumenti di tortura. Sarebbe stato sicuramente condannato a morte o rinchiuso a vita, ma Tibalt lanciò contro i suoi avversari una potente magia intrisa d'odio, appresa dagli arcani farfugliamenti dei diavoli, che fuse la propria essenza con quella delle immonde creature, provocandogli però un dolore indescrivibile, lo stesso che aveva inflitto alle sue vittime. A causa di tutta quella sofferenza concentrata in pochi istanti la sua scintilla di viandante dimensionale si accese, scagliandolo nelle profondità della cieca eternità, e permettendogli di sfuggire alla cattura. A metà fra un diavolo e un essere umano, Tibalt viaggia ora attraverso Dominia, esercitando la sua "arte" negli innumerevoli piani del multiverso.

### Altre strategie
Molte carte permanente del set possono in vari modi diventare "intermittenti", ovvero possono essere esiliate per poi tornare subito dopo sul campo di battaglia. Quando un permanente subisce un'azione del genere viene trattato come se fosse una nuova carta appena entrata in gioco, senza memoria della sua "vita" precedente, e questo comporta una serie di cose ai fini del gioco. Ad esempio eventuali segnalini presenti sulla carta spariscono, (come ad esempio i segnalini +1/+1 generati dall'abilità Immortale), e nel caso fosse una creatura tutto il danno ad essa assegnato viene rimosso. Qualsiasi Aura che incanti il permanente viene messa nel cimitero del suo proprietario e qualsiasi Equipaggiamento assegnato a una creatura che viene esiliata viene staccato da essa, che quando tornerà sul campo di battaglia sarà denudata di tutti gli oggetti che possedeva prima. Questo ad esempio può essere utile per liberare una creatura da un incantesimo maligno, ma costringe il suo controllore eventualmente a ripagare il costo di equipaggiamento per riassegnarle gli artefatti che aveva fino a un istante prima.

Inoltre se un permanente viene esiliato tutte le magie e le abilità che lo bersagliano vengono neutralizzate, e se la carta è una creatura viene anche rimossa dal combattimento. Quindi può essere un ottimo modo per salvare le proprie carte in gioco, che siano creature o altro.

In più quando un permanente torna dall'esilio, se aveva delle abilità che si innescano quando questo entra nel campo di battaglia, come ad esempio Unione d'anime, lo fanno nuovamente. Allo stesso modo le abilità che si innescherebbero quando il permanente lasciasse il gioco lo fanno quando questo viene esiliato.
Mentre le forze del bene si raggruppano attraverso l'abilità Unione d'anime, i mostri di Innistrad imparano a combattere isolati. Un certo numero di creature dell'espansione infatti diventano più forti quando sono l'unica creatura controllata da un giocatore.